# Предраг Кон
Предраг Кон (Београд, 10. јун 1955) српски је пензионисани епидемиолог и резервни санитетски потпуковник Војске Србије.

## Порекло
Рођен је у јеврејској породици, пореклом из Чорне у Мађарској, одакле су отишли по настанку Краљевства Срба, Хрвата и Словенаца. Породица је живела у Загребу и потом Београду. Отац Андрија Ернест Кон је као резервни југословенски краљевски официр заробљен у Априлском рату 1941. године и одведен у заробљеништво. Рат је провео у логорима Офлаг VI Ц у Оснабрику и логору у Нирнбергу. Конова мајка Даница је рођена у српској трговачкој породици Живковић у Алексинцу.
Рођени брат Предрага Кона је Јован Кон, некадашњи помоћник директора за квалитет и маркетинг Института Михајло Пупин. Њихова сестра живи у Израелу. Јованов син, а Предрагов синовац је музичар Марко Кон.

## Образовање
Иако рођен у Београду, до седме године је живео у Њујорку.
Најпре је завршио Другу београдску гимназију, а потом је дипломирао 1981. године на Медицинском факултету Универзитета у Београду. Специјализацију епидемиологије је завршио 1991. године на Војномедицинској академији.

## Стручна каријера
Стажирао је у Дому здравља Стари град у Београду. Војни рок је служио 1982. и 1983. године при Интерном одељењу Војне болнице у Новом Саду. Налазио се и на положају начелника санитета и управника гарнизонске амбуланте у Руми.
Током 1991. и 1992. године, био је ангажован као референт санитета за превентивну медицинску заштиту у Републици Српској Крајини и западном Срему. Касније је постао начелник одељења за медицинску информатику при Првој армији Војске Југославије. Активне војне службе је разрешен 1995. године, на самом крају рата.
У Градском заводу за јавно здравље Београд је био запослен од 1997. године. Постаје саветник Центра за контролу и превенцију заразних болести, потом начелник Јединице за контролу и превенцију заразних болести.
Био је члан Комисије за заштиту становништва од заразних болести у мандатима од 2002. и 2010. године. У време епидемије САРС болести 2003. године, именован је за шефа тима епидемиолога.
Узео је учешће у изради Закона о заштити становништва од заразних болести из 2004. године и Правилника о имунизацији и заштити лековима од 2005. и 2017. године.
Од марта 2020. године, члан је Кризног штаба за сузбијање заразне болести корона. Председник Републике Србије Александар Вучић га је 10. априла, ванредно унапредио у чин резервног санитетског потпуковника.
Поводом Дана примирја у Првом светском рату, председник Републике Србије Александар Вучић је 11. новембра 2020. године, Предрага Кона одликовао Орденом Карађорђеве звезде првог степена.
Члан је Српског лекарског друштва и Управног одбора Удружења епидемиолога Србије. Пензионисан је крајем децембра 2022. године.

## Приватни живот
Кон за себе тврди да је агностик, иако обележава хришћанске и јеврејске празнике, укључујући и мајчину девојачку славу Светог Стефана.
Са супругом Весном има сина Слободана Кона, магистра економских наука и ћерку Албину Кон, репрезентативку у стреличарству.

## Награде и признања

### Одликовања
- Орден Карађорђеве звезде првог степена[6]

### Друге награде
Повеља Српског лекарског друштва